# Æthelflæd (naam)
Æthelflæd is een Oudengelse of Angelsaksische vrouwennaam. Het eerste naamdeel Æthel is het Oudengelse poëtische æthel, edel. Het laatste naamdeel is het Oudengelse poëtische flæd, "licht, mooi". Æthelflæd was het populairst als naam in Engeland van 700 tot 1100.

## Bekende naamdragers
- Æthelflæd (ca. 869–918), dochter van Alfred de Grote en vrouwe der Mercianen:
- Æthelflæd van Damerham (fl. 900), tweede echtgenote van Edmund I van Engeland;
- Ethelfleda van Romsey, abdis van Romsey en heilige;
- Æthelflæd van Damerham, tweede echtgenote van Edmund I van Engeland;
- Æthelflæd Eneda, eerste echtgenote van Edgar de Vreedzame en moeder van Eduard de Martelaar.